# HD 83489
HD 83489，又名BD+69 531，SAO 14966、HR 3838，是一颗恒星，视星等为5.69，位于銀經142.76，銀緯39.82，其B1900.0坐标为赤經9h 33m 41.5s，赤緯+69° 39.82′ 34″。